# 1907 (numero)
Millenovecentosette (1907) è il numero naturale dopo il 1906 e prima del 1908.

## Proprietà matematiche
- È un numero dispari.
- È un numero primo.
  - È un numero primo di Chen.
- È un numero difettivo.
- È un numero nontotiente in quanto dispari e diverso da 1.
- È un numero malvagio.
- È un numero intero privo di quadrati.
- È parte della terna pitagorica (1907, 1818324, 1818325).

## Astronomia
- 1907 Rudneva è un asteroide della fascia principale del sistema solare.

## Astronautica
- Cosmos 1907 è un satellite artificiale russo.